# Étymologie des noms de famille québécois
 (janvier 2021).
La mise en forme du texte ne suit pas les recommandations de Wikipédia : il faut le « wikifier ».
Les points d'amélioration suivants sont les cas les plus fréquents. Le détail des points à revoir est peut-être précisé sur la page de discussion.
- Les titres sont pré-formatés par le logiciel. Ils ne sont ni en capitales, ni en gras.
- Le texte ne doit pas être écrit en capitales (les noms de famille non plus), ni en gras, ni en italique, ni en « petit »…
- Le gras n'est utilisé que pour surligner le titre de l'article dans l'introduction, une seule fois.
- L'italique est rarement utilisé : mots en langue étrangère, titres d'œuvres, noms de bateaux, etc.
- Les citations ne sont pas en italique mais en corps de texte normal. Elles sont entourées par des guillemets français : « et ».
- Les listes à puces sont à éviter, des paragraphes rédigés étant largement préférés. Les tableaux sont à réserver à la présentation de données structurées (résultats, etc.).
- Les appels de note de bas de page (petits chiffres en exposant, introduits par l'outil «  Source ») sont à placer entre la fin de phrase et le point final[comme ça].
- Les liens internes (vers d'autres articles de Wikipédia) sont à choisir avec parcimonie. Créez des liens vers des articles approfondissant le sujet. Les termes génériques sans rapport avec le sujet sont à éviter, ainsi que les répétitions de liens vers un même terme.
- Les liens externes sont à placer uniquement dans une section « Liens externes », à la fin de l'article. Ces liens sont à choisir avec parcimonie suivant les règles définies. Si un lien sert de source à l'article, son insertion dans le texte est à faire par les notes de bas de page.
- La présentation des références doit suivre les conventions bibliographiques. Il est recommandé d'utiliser les modèles {{Ouvrage}}, {{Chapitre}}, {{Article}}, {{Lien web}} et/ou {{Bibliographie}}. Le mode d'édition visuel peut mettre en forme automatiquement les références.
- Insérer une infobox (cadre d'informations à droite) n'est pas obligatoire pour parachever la mise en page.

Pour une aide détaillée, merci de consulter Aide:Wikification.
Si vous pensez que ces points ont été résolus, vous pouvez retirer ce bandeau et améliorer la mise en forme d'un autre article.
L'article partage l'étymologie et l'origine des patronymes québécois comptant des porteurs au XXIe siècle. 

## Étude
L'ensemble des patronymes québécois forment une branche distincte parmi ceux de la francophonie. Cela est dû à plusieurs phénomènes, notamment l'altération de noms français et étrangers depuis le XVIIe siècle et l'apparition de nombreux nom dit, sorte de surnom commun auparavant dans la province, forgés en France ou en Amérique et parfois devenus des patronymes à part entière. Les altérations sont dues à un mélange de plusieurs facteurs : l'analphabétisme des porteurs, la graphie aléatoire des religieux ou encore la francisation de noms étrangers. 
On compte au XXIe siècle environ 150 000 noms différents au Québec. À titre de comparaison, en France, sur les naissances entre 1891 et 1990, il y en avait environ 1 400 000 différents.

## Patronymes
| Nom         | Étymologie | Premier ancêtre connu au Québec | Estimation du nombre de porteurs en 2006 |
| Abraham     | Provient du latin Abraham, lui-même emprunté au grec ancien Abraàm provenant de l'hébreu Avraham. | René Abraham né en 1645 à La Charrière dans le Poitou et marié à Saint-François-du-Lac en 1690                                               | 458                                      |
| Abran       | Probablement une contraction du prénom Abraham. | Abraham Petermann né vers 1732 à Spiez en Suisse, connu en Nouvelle-France comme étant Louis Abran et marié en 1755 à Port-LaJoye en Acadie. | 458                                      |
| Achim       | Altération d'Achin, du vieux haut allemand Agiwin, d'agi « pointe » et win « ami », tout comme le patronyme Aquin. | André Achim dit Saint-André né vers 1646 à Rébec et marié en 1667 à Trois-Rivières.                                                          | Inconnu                                  |
| Adam        | Provient de l'hébreu Adham signifiant « homme ». | Jean Adam né vers 1641 à Brienon-sur-Armançon en France et marié en 1673 probablement à Beaumont.                                            | 2 516                                    |
| Adams       | Nom anglais provenant d'Adamson signifiant « fils d'Adam ». | | 1 678                                    |
| Addison     | Nom anglais signifiant « fils d'Addie », Addie étant un surnom pour Adam. | Richard Addison né vers 1847 en Grande-Bretagne et marié en 1868 à Pierrefonds.                                                              | 153                                      |
| Adler       | Signifie « aigle » en yiddish et en allemand. | Léon Adler né en 1854 en Alsace peut-être à Strasbourg et marié vers 1880 à Montréal.                                                        | 229                                      |
| Adolphe     | Procède du vieux haut allemand Adalwolf, adal signifiant « noble » et wolf « loup ». | Pierre Adolphe né vers 1791 en Alsace et marié en 1819 à La prairie.                                                                         | 153                                      |
| Aganier     | Altération du nom Haguenier, ancien surnom dérivant de l'ancien français hagoignier « déchiqueter ». | Léger Haguenier né au XVIIe siècle à Flée en France et marié à Montréal en 1658.                                                             | 77                                       |
| Ahern       | Nom irlandais, à la base Ó hEachtighearna, « fils d'hEachtighearna », anglicisé. | William Ahern né vers 1797 dans le comté de Cork en Irlande et installé à Saint-Romuald.                                                     | 153                                      |
| Ahier       | Patronyme centré historiquement sur le Maine en France. Procède du vieux haut allemand Hadhari, d'had « bataille »[réf. nécessaire] et hari « armée ». | Gédéon Ahier né vers 1785 à Saint-Hélier à Jersey et marié en 1815 à Carleton.                                                               | 77                                       |
| Ainsley     | Servait probablement à désigner une personne originaire de Annesley (en) dans le Nottinghamshire. | Michael Ainsley né vers 1760 en Grande-Bretagne ou dans les Treize Colonies et marié en 1785 à Québec.                                       | 153                                      |
| Aird        | Nom écossais provenant du gaélique Àird signifiant « hauteur ». | William Aird né vers 1749 à Kilmarnock en Écosse et installé à Montréal.                                                                     | 153                                      |
| Airoldi     | Provient du lombard Ariovaldio lui-même issu du germanique Hariwald, d'hari « armée » et wald « pouvoir » | Ferdinand Airoldi né en 1864 dans le canton du Tessin en Suisse et marié à Windsor en 1894.                                                  | 153                                      |
| Alain       | Provient du latin Alani servant à désigner les Alains. | Charles-Louis Alain né à Paris en 1640 | 3 431                                    |
| Alarie      | Provient du vieux haut allemand Alaric, d'ala "tous" et ric "puissant". | René Alarie né à Poitiers en 1635 | 2 897                                    |
| Albert      | Provient du nom germanique Adalbert, d'adal "noble" et berht "brillant". | Guillaume Albert né à Saint-Pierre-d'Oléron en 1635                                                                                          | 2 516                                    |
| Alexander   | Nom anglais dérivé du latin Alexander provenant lui-même du grec ancien Alexandros, d’alexein « protéger » et andros « homme », signifiant « protecteur des hommes »                                                                                        | | 534                                      |
| Alexandre   | Nom dérivé du latin Alexander (voir supra). | François et Jacques Alexandre nés à Guéhébert en Normandie en 1728 et 1735,                                                                  | 1 296                                    |
| Alie        | Altération d’Alix. | Pierre Alix né vers 1729 à Granville en Normandie et marié à Québec en 1747                                                                  | 839                                      |
| Alix        | Procède d'Aalis, ancienne forme du prénom Alice, lui-même du germanique Adalhaid, d'adal « noble » et de haid « gentil » . | Toussaint Alix né à Lesménils en Lorraine vers 1737 et marié à Chambly en 1757                                                               | 458                                      |
| Allaire     | Variante d’Hilaire, provenant du latin Hilarius, d’hilaris « joyeux » avec la désinence latine -us, de la même racine que l'adjectif hilare. | Jean et Charles Allaire nés à Saint-Philbert-du-Pont-Charrault en Vendée en 1632 et 1637, mariés à Québec respectivement en 1662 et en 1663, | 3 736                                    |
| Allard      | Procède du germanique Adalhard, d’adal « noble » et hard « puissant ». | Julien Allard né à Les-Sables-d'Olonne en Vendée vers 1631 et marié à Château-Richer en 1677                                                 | 11 968                                   |
| Allen       | Nom écossais provenant du gaélique Ó h-Ailín signifiant à la fois « petite roche » et « harmonie » , puis anglicisé. | John Allen né vers 1714 en Grande-Bretagne ou dans les Treize Colonies et marié en 1771 à Montréal                                           | 1 830                                    |
| Althot      | Altération du nom normand d'origine toponymique Hottot issu du vieil anglais hōh « élévation » et du vieux norrois topt, toft signifiant « emplacement constructible, ferme ».                                                                              | Louis Authot (Hottot) né en 1730 à Honfleur et marié en 1757 à L'Islet.                                                                      | 229                                      |
| Amesse      | Probablement une variante d'Amez, du vieux-français Amiet "ami" ou "amoureux" lui-même du latin Amicus de même sens. | Pierre Amesse né vers 1736 à Sarrelouis en Allemagne et marié en 1761 à Montréal.                                                            | 229                                      |
| Amirault    | Nom acadien provenant d'une variante de l'ouest du nom amiral. | François Amirault dit Tourangeau né vers 1644 en Touraine et marié en Acadie en 1688.                                                        | 153                                      |
| Amos        | Nom britannique provenant du latin Amos lui-même de l'hébreu Amos signifiant « fardeau ». | John Amos né vers 1771 en Grande-Bretagne ou en Nouvelle-Écosse et marié à Percé en 1836.                                                    | 382                                      |
| Ampleman    | Altération de l'allemand Ampelmann, d'ampel « récipient, vase » et mann « homme », désignant un fabricant de vaisselle. | Jean-Philippe Ampelmann né vers 1741 à Kerprich-aux-Bois en Moselle et marié en 1766 à Charlesbourg.                                         | 229                                      |
| Amyot       | Provient du vieux français ami dont le sens était "ami intime" ou "amoureux". | Philippe Amyot né vers 1601 à Soissons et arrivé en Nouvelle-France avec sa famille en 1635.                                                 | 1 982                                    |
| Anctil      | patronyme normand, variante du plus courant Anquetil, ancien prénom issu de l'anthroponyme scandinave Ásketill, du vieux norrois ás, nasalisé en Ans- désignant une divinité et du vieux norrois ketill « chaudron sacrificiel »,.                          | Jean-Louis Anctil dit Saint-Jean né en 1708 à Ducey en Normandie et marié en 1738 à Rivière-Ouelle.                                          | 2 059                                    |
| Andersen    | Nom scandinave dérivé de Søn af Anders signifiant le fils d'Anders, nom équivalent à André en français et provenant du grec ancien Andreas. | Anton Andersen né vers 1858 à Begby en Norvège et marié en 1903 à Chicoutimi.                                                                | 77                                       |
| Anderson    | Nom britannique dérivé de Son of Andrew signifiant le fils d'Andrew, nom équivalent à André en Français et provenant du grec ancien Andreas. | Jean-Baptiste Anderson né vers 1736 dans les Treize Colonies ou en Grande-Bretagne et marié au Québec en 1766.                               | 1 830                                    |
| André       | Forme française issue du grec ancien Andreas dérivé d'Andreos signifiant "homme". | Michel André né en 1639 à Bayeux en Normandie et marié en 1663 à Montréal.                                                                   | 1 220                                    |
| Andrews     | Nom britannique dérivé de Son of Andrew signifiant « fils d'Andrew ». | Hugh Andrews né vers 1798 en Grande-Bretagne ou aux États-Unis et marié en 1823 à Québec.                                                    | 458                                      |
| Angel       | Altération du nom britannique Angell signifiant « ange ». | John Angell né vers 1835 en Amérique du Nord et marié en 1872 à Sainte-Anne-de-Bellevue.                                                     | 153                                      |
| Angers      | Procède d'un nom dit qui est issu du germanique Ansgari, d’ans désignant une divinité et gari « lance », le -s final est lié à la confusion avec Angers, capitale de l'Anjou, la forme commune en France étant Anger                                        | Simon Lefebvre dit Angers né à Tracy-le-Val en Picardie et marié en 1667 à Québec.                                                           | 1 601                                    |
| Anglehart   | Altération du nom allemand Engelhardt, d’angil « celui de la tribu des Angles » ou « ange » et harti « dur, fort ». | Jean-Baptiste Engelhardt né en Allemagne vers 1755 et marié à Carleton en 1787.                                                              | 763                                      |
| Angrignon   | Altération du nom breton hangrion d'origine inconnue. | Julien Hangrion dit Larosée né à Merdrignac en Bretagne en 1732 et marié en 1763 à Montréal,.                                                | 229                                      |
| Annett      | Nom britannique dérivé de Son of Annot signifiant le fils d'Annot, -ot étant un suffixe diminutif ou augmentatif. Il s'agit d'une dérivation du vieux prénom féminin anglais Agnes provenant du grec ancien Hagnos signifiant « pure » ou encore « sacré ». | Charles Annett né probablement en Amérique du Nord ou au Royaume-Uni et marié avant 1874 à Barachois.                                        | 153                                      |
| Antaya      | Provient d'un nom dit d'origine wendat à la signification inconnue. | François Pelletier dit Antaya né vers 1635 à Québec et marié en 1661 à Sillery.                                                              | 153                                      |
| Appleby     | Nom anglais d'origine toponymique issu du vieil anglais æppel « pomme » et du vieux norrois byr « ferme » désignant originellement un verger de pommiers, puis le village.                                                                                  | Peter Appleby né vers 1810 à Guernesey et marié en 1843 à Dalhousie au Nouveau-Brunswick.                                                    | 153                                      |
| April       | Altération du nom italien Aprile signifiant « avril ». | Francesco Aprile dit Francisque né vers 1738 à Gênes et marié en 1763 à Kamouraska,.                                                         | 1 296                                    |
| Aquin       | Provient du germanique Agiwin, d'agi « pointe » ou « en pointe » et win « ami ». | Jacques Aquin né en 1722 à Luisant et marié en 1760 à Pointe-Claire.                                                                         | 153                                      |
| Arbic       | Altération du nom de famille allemand Herbecke désignant originellement l'originaire de ce lieu en Allemagne. | Johannes Georg Herbecke né en 1753 à Leinefelde en Allemagne et marié en 1794 à Oka,.                                                        | 153                                      |
| Arbour      | Variante d'Harbour. | Michel Arbour né vers 1647 à Rouen et marié à Québec en 1671.                                                                                | 2 211                                    |
| Arcand      | Variante de l'Arcan désignant un lieu dans le sud de la France. | Simon Arcand dit Bourdelais né vers 1663 à Sainte-Croix-du-Mont en Gironde et marié à Batiscan en 1687.                                      | 1 830                                    |
| Archambault | Provient du germanique Arcanbald, d’ercan « précieux » et bald « audacieux ». | Jacques Archambault né vers 1605 à Saint-Xandre en Aunis et marié en Nouvelle-France en 1666.                                                | 6 556                                    |
| Archer      | Nom britannique provenant du moyen anglais Archere lui-même du vieux français Archer désignant un archer. | Joseph Archer Sr. né à Brixham en Angleterre et marié à Québec en 1833,.                                                                     | 305                                      |
| Archibald   | Nom britannique populaire en Écosse et provenant du français Archimbaud, même nom qu’Archambault (voir supra). | Henry Archibald né en 1890 à Markinch en Écosse et marié à Kénogami en 1924.                                                                 | 77                                       |
| Arcouette   | Provient d'Argoat, nom donné la Bretagne intérieure en opposition au bord de mer, provenant du breton Arkoad signifiant « près du bois ». | Jean Arcouet dit Lajeunesse né vers 1647 à Marennes en Saintonge et marié à Trois-Rivières en 1671.                                          | 153                                      |
| Ardouin     | Altération d'Hardouin, du germanique Hardwin, d’hard « fort » et win « ami ». | François Ardouin né vers 1672 à Coutras en Gironde et marié à Montréal en 1697.                                                              | 77                                       |
| Arès        | Nom d'une commune de la Gironde, Arès. | Jean Arès dit Sansfaçon né en 1733 à Agen et marié à Longueuil en 1757.                                                                      | 687                                      |
| Arguin      | Altération d'Hardouin[Information douteuse]. | Yves-François Arguin né vers 1690 à Camaret-sur-Mer en Bretagne et marié à Québec en 1736.                                                   | 610                                      |
| Arial       | Origine inconnue. | Jean-Mathias Arial né en 1735 à Mouzillon et marié à Charlesbourg en 1761,.                                                                  | 229                                      |
| Armand      | Provient du germanique Hariman, d'hari « armée » et man « homme ». | Jacques Armand dit La Maison de Bois né à Versailles et marié à Québec en 1728.                                                              | 305                                      |
| Armstrong   | Nom britannique signifiant « celui aux bras forts, fort en bras ». | Jesse Armstrong né vers 1745 à New-York et installé à Maskinongé.                                                                            | 915                                      |
| Arnaud      | Provient du germanique Arnwald, d'arn « aigle » et wald « pouvoir ». | Mathurin Arnaud né vers 1647 à Sigournais en Vendée et marié à Québec en 1679.                                                               | 229                                      |
| Arnold      | Nom britannique provenant du germanique Arnwald tout comme Arnaud (voir supra). | | 533                                      |
| Arpin       | Variante d'Herpin lui-même variante d'Harpin qui désignerait un joueur de harpe. | Emerry Herpin dit Poitevin né vers 1646 à Poitiers et marié à Saint-Ours en 1689.                                                            | 1 007                                    |
| Arsenault   | Altération d'Arsonneau, nom originaire de l'ouest de la France, dérivé de l'ancien français Arson servant à surnommer un fabricant. | | 12 959                                   |
| Arteau      | Altération d'Hertault provenant du germanique Hardwald, d'hard « fort » et wald « pouvoir ». | Jacques Hertault dit Saint-Pierre né vers 1680 à Dieppe et marié à Laprairie en 1700                                                         | 153                                      |
| Arthur      | Provient possiblement du celtique Artorix, d'artos « ours, guerrier » et rix « roi » avec un intermédiaire latinisé en Artorius. | Jean Arthur né vers 1789 à Jersey et marié au Québec vers 1810.                                                                              | 229                                      |
| Arvisais    | Altération d'Arviset, lui-même provenant d'Alviset, probablement du vieux haut allemand Adalwis, d'adal « noble » et de wis « sage ». | Jean-Baptiste Arvisais né en 1717 à Saint-Broing-les-Moines et marié à Trois-Rivières en 1755.                                               | 453                                      |
| Ashby       | Nom anglais d'origine toponymique provenant du vieil anglais aesc « frêne » et bū « habitation » désignant l'originaire de ce lieu. | William Ashby né en 1728 à Hull et marié en 1765 à Montréal.                                                                                 | 302                                      |
| Ashini      | Nom innu signifiant « roche ». | | 76                                       |